# Заїда (опера)
«Заїда», KV 344, (нім. Zaïde) — незавершена опера-зингшпіль Вольфганга Амадея Моцарта на лібрето Йоганна Андреаса Шахтнера, створена у 1780 році.

## Історія створення
У 1778 році імператор Йосиф II зробив замовлення на написання комічної опери. Моцарт почав роботу над оперою у 1779 році, але незабаром кинув її, аби зосередитись на написанні опери «Ідоменей», і більше до неї повертався. Незабаром, партитура була втрачена, і знову знайдена у фрагментах вдовою Моцарта Констанцею в 1799 році.
Прем'єра опери, яка включала фінал, дописаний І. А. Андре, відбулася у Франкфурті 27 січня 1866 року.

## Дійові особи
- Заїда — сопрано
- Гомац — тенор
- Аллазім — бас
- Султан Соліман — тенор
- Осмін — бас
- Зарам, капітан варти — розмовна роль
- Чотири раба — тенори

## Синопсис
Дія відбувається в Туреччині в XVI столітті.
Заїда, християнська полонянка султана Солімана закохується в Гомаца, раба Солімана, що викликає гнів і ревнощі султана. З допомогою Аллазіма, вони намагаються бігти, але безуспішно. Закоханих засуджують до смерті. Однак Аллазім, що кілька років тому врятував султанові життя, помилуваний, і благає ласки щодо закоханих... На цьому опера обривається.

## Музичні номери
«Заїда» містить в собі елементи комічної опери та опери-seria, що є рідкістю для того часу; крім того, це єдиний твір Моцарта, де зустрічається мелодрама — драматичний монолог, що супроводжується музикою.
Чи не єдиним відомим номером з цієї опери є арія Заїди «Ruhe sanft, mein holdes Leben».
Дія 1
- 1. Brüder, lasst uns lustig sein — Хор рабів
- 2. Мелодрама
- 3. Ruhe sanft, mein holdes Leben — Арія Заїди
- 4. Rase, Schicksal — Арія Гомаца
- 5. Meine Seele hüpft vor Freuden — Дует Заїди та Гомаца
- 6. Herr und Freund, wie dank ich dir! — Арія Гомаца
- 7. Nur mutig, mein Herze — Аллазім
- 8. O selige Wonne! — Втрачає Заїди, Гомаца і Аллаіма

Дія 2
- 9. Мелодрама і Der stolze Löw' lässt sich zwar zähmen — Арія Солімана
- 10. Wer hungrig bei der Tafel sitzt — Арія Осміна
- 11. Ich bin so bös als gut — Арія Золимана
- 12. Trostlos schluchzet Philomele — Арія Заїди
- 13. Tiger! Wetze nur die Klauen — Арія Заїди
- 14. Ihr Mächtigen seht ungerührt — Арія Аллазіма
- 15. Freundin! stille deine Tränen — Квартет Гомаца, Золимана, Аллазима і Заїди

## Вибрана дискографія
- 2006 Ніколаус Арнонкур, оркестр Concentus Musicus, Відень: Флоріан Беш, Антон Шарінгер, Діана Дамрау, Міхаель Шаде, Рудольф Шашинг.
- 2004 Пол Гудвін, оркестр Академії старовинної музики, Лондон: Олаф Бяр, Лінн Доусон, Ханс Петер Блохвиц, Йоганн Ліпперт.